# عثمان سوم
عثمان سوم (به ترکی عثمانی: عثمان ثالث) (۲/۳ ژانویه ۱۶۹۹ – ۳۰ ژانویه/۳۰ اکتبر ۱۷۵۷ میلادی) از سال ۱۷۵۴ تا ۱۷۵۷ میلادی سلطان امپراتوری عثمانی بود. عثمان پسر سلطان مصطفی دوم و برادر کوچکتر سلطان محمود یکم بود و در کاخ شهر توپقاپی استانبول به دنیا آمد. او بیشتر عمر خود را در کاخ زندانی بود. دوران او مصادف با نفوذ غیر مسلمانان در دربار عثمانی بود. از ویژگی‌های رفتاری وی می‌توان به نفرت داشتن از سلاطین پیشین و موسیقی نام برد. او تمام موسیقی‌دانان را از کاخ بیرون کرد.

## نگارخانه

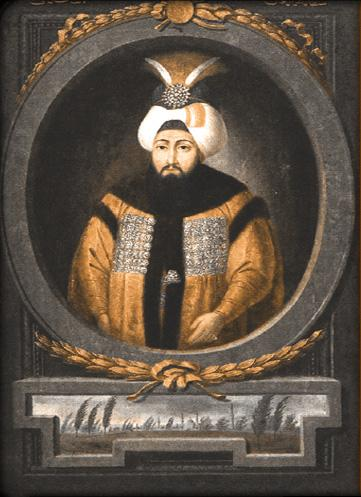
سلطان عثمان ثالث
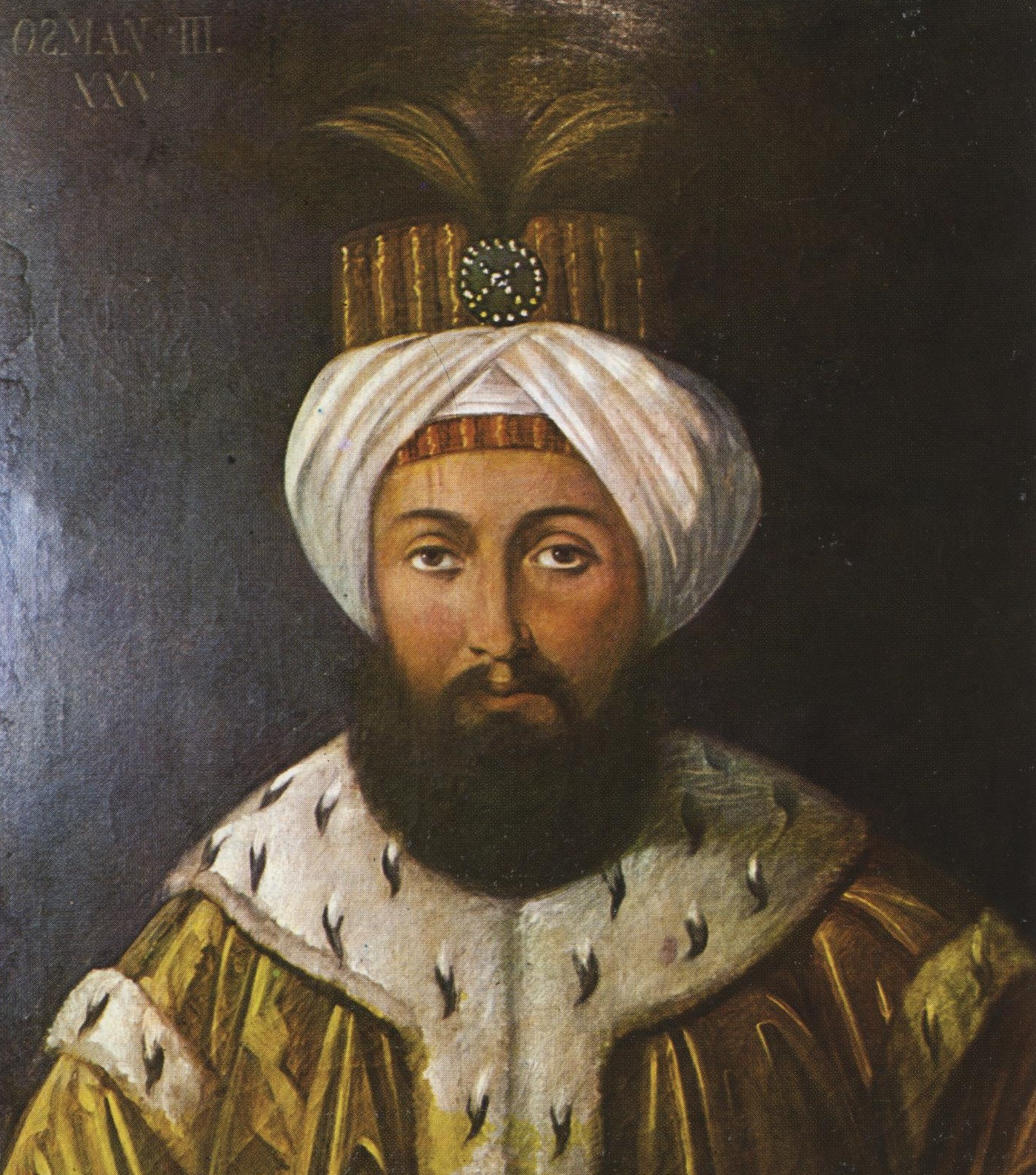
نگاره‌های از عثمان سوم
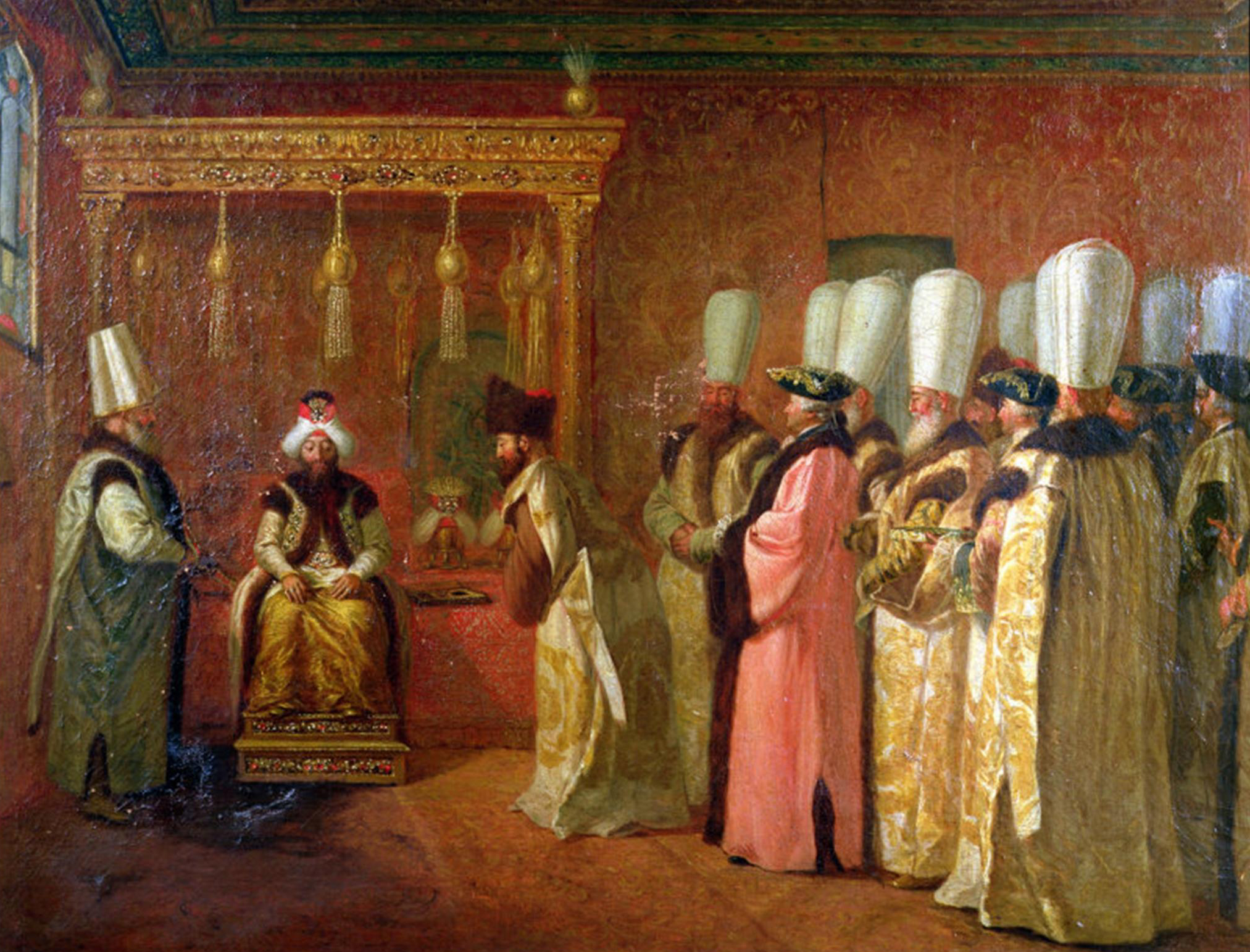
شرفیابی فرستاده فرانسوی به نام شارلِ ورجنس به حضور سلطان عثمان سوم
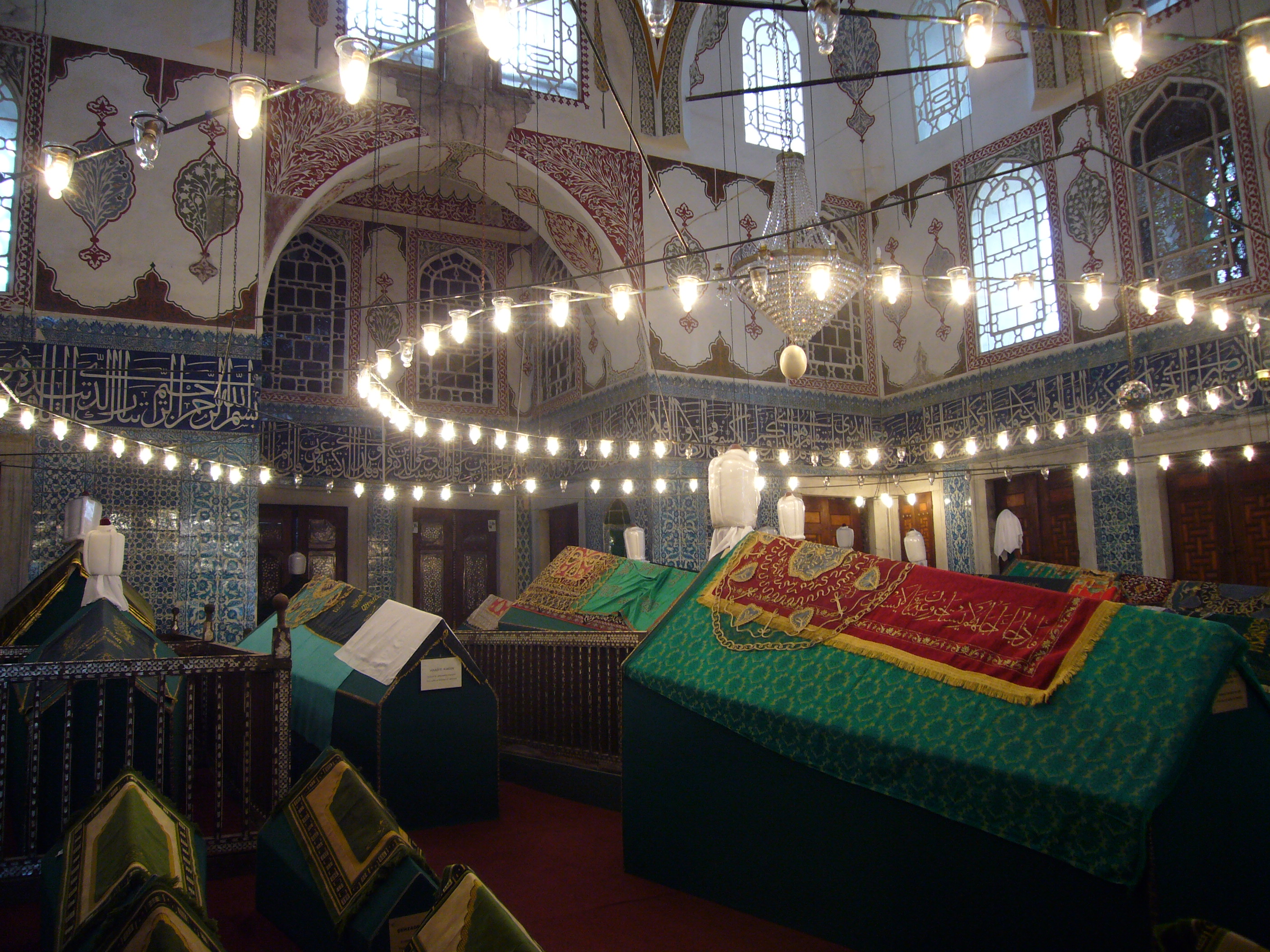
مقبره عثمان سوم، مسجد جدید، آرامگاه والده ترخان، استانبول، ترکیه